# George Larner
George Larner, född den 7 februari 1875 i Langley, död den 4 mars 1949 i Brighton, var en brittisk friidrottare som blev olympisk mästare på 3 500 meter gång och 10 miles gång vid Olympiska sommarspelen 1908. Han blev även brittisk mästare sex gånger.
Larner var världsrekordinnehavare på alla distanser mellan 2 och 10 miles samt på längsta distans på en timma. Rekordet på 2 miles som han satte den 14 juli 1904 höll i 39 år.
Distanserna 10 miles gång och 3 500 meter gång fanns bara vid olympiaden 1908, vilket innebär att Larner är regerande olympisk mästare och olympisk rekordinnehavare på båda distanserna.